# Kurt Schnauffer
Kurt Schnauffer (* 4. Juni 1899 in Waltershausen; † 1981) war ein Maschinenbauer.
An der Deutschen Versuchsanstalt für Luftfahrt in Berlin-Adlershof gelang es ihm um 1929, das Wandern der Flammenfront im Zylinderkopf mit seinem Ionisationsverfahren (mit ionisierte Lücken und einen Oszillographen) qualitativ festzustellen und quantitativ zu erfassen. Zusammen mit H. Weinhart ermittelte er, dass die Flammenfront im Motor mit 265–300 m/s voranschritt, was ausreichte Gas-Vibrationen zu verursachen.
1930–32 unternahm er für Flugmotoren Versuche mit Benzineinspritzung durch eine Bosch-Dieselpumpe. Er erhöhte die Leistung gegenüber Vergaser-Motoren um 12–17 % und senkte den Kraftstoffverbrauch um 10–18 %. Ab 1934, nach dem ersten erfolgreichen Flug, erteilte das Reichsluftfahrtministerium nur noch Aufträge für Flugmotoren mit Benzineinspritzung. Für Kraftfahrzeuge kam der Durchbruch der Direkteinspritzung erst in den 1960er Jahren.
1936–1945 war er Inhaber des Lehrstuhls für Verbrennungskraftmaschinen und Kraftfahrzeuge an der Technischen Hochschule München, wo er ein Forschungsinstitut für Flug- und Kraftwagenmotoren aufbaute. Nach dem Krieg wurde er wegen seiner Rüstungsforschung entlassen.
Danach beschäftigte er sich im Auftrag der Arbeitsgemeinschaft für die Geschichte des deutschen Verbrennungsmotorenbaus ausführlich mit der Geschichte des Motorenbaus. 1962 veröffentlichte Friedrich Sass seine Ergebnisse.

## Veröffentlichungen
- Verbrennungsgeschwindigkeiten von Benzin-Benzol-Luftgemischen in raschlaufenden Zündermotoren; VDI-Verlag, 1931
- Engine-Cylinder Flame Propagation Studied by New Methods

## Belege
1. ↑  Die MAN, S. 526
2. ↑  Hans Christoph Graf von Seherr-Thoß: Riehm, Wilhelm. In: Neue Deutsche Biographie (NDB). Band 21, Duncker & Humblot, Berlin 2003, ISBN 3-428-11202-4, S. 590 (Digitalisat).

| Personendaten    | Personendaten            |
| ---------------- | ------------------------ |
| NAME             | Schnauffer, Kurt         |
| KURZBESCHREIBUNG | deutscher Maschinenbauer |
| GEBURTSDATUM     | 4. Juni 1899             |
| GEBURTSORT       | Waltershausen            |
| STERBEDATUM      | 1981                     |